# Hit Me with Your Rhythm Stick
«Hit Me with Your Rhythm Stick» es una canción interpretada por la banda Ian Dury and the Blockheads, publicada por primera vez como sencillo a través de Stiff Records en el Reino Unido el 23 de noviembre de 1978. Escrita por Dury y el multiinstrumentista Chaz Jankel, es la el sencillo más exitoso del grupo, alcanzando el número uno en la lista de sencillos del Reino Unido en enero de 1979, además de llegar a los tres primeros en Irlanda, Australia y Nueva Zelanda, y también fue un éxito entre los 20 primeros en varios países europeos.

## Composición
El cocompositor Chaz Jankel ha repetido una historia tanto en Sex & Drugs & Rock & Roll: The Life of Ian Dury como en Ian Dury & The Blockheads: Song by Song de que la canción fue escrita en Rolvenden, Kent, durante una sesión improvisada entre él y Dury. Jankel relata que la música fue inspirada en una parte de piano funky cerca del final de «Wake Up and Make Love with Me», la canción de apertura del álbum debut de Dury de 1977, New Boots and Panties!!
Dury mencionó varios orígenes de sus letras, incluida la afirmación de que las había escrito hasta tres años antes y que le había tomado todo ese tiempo darse cuenta de su calidad. El guitarrista de Blockheads, John Turnbull, da un relato diferente, afirmando que la letra se escribió durante una gira por Estados Unidos seis meses antes de la grabación de la canción y que todavía se estaba adaptando en el estudio.
Mientras investigaba para su libro Ian Dury: The Definitive Biography, Will Birch descubrió que Dury escribió la letra de «Hit Me with Your Rhythm Stick» ya en 1976. El manuscrito mecanografiado de Ian, que difiere solo ligeramente de la versión grabada posterior y con notas escritas a mano sobre arreglos e instrumentación (“batería y bajo fuzz haciendo el truco de volumen de Roy Buchanan” después del primer coro, por ejemplo), se enviaron a un amigo en septiembre de ese año. El manuscrito, completo con anotaciones manuscritas, fue reproducido en Hallo Sausages, el libro de letras de Dury compilado por su hija Jemima. Según Jemima, parece que los orígenes de la canción se remontan a 1974.
La canción se destaca por una compleja línea de bajo de 16 notas al compás interpretada por Norman Watt-Roy, y el solo de saxofón en la pausa instrumental en la que Davey Payne toca dos saxofones.
Además del inglés, la letra de la canción contiene frases tanto en francés como en alemán.

## Posicionamiento

### Gráfica semanal
| Gráficas (1978–79)                      | Pico de posición |
| --------------------------------------- | ---------------- |
| Alemania (Offizielle Top 100)           | 22               |
| Australia (Kent Music Report)           | 2                |
| Austria (Ö3 Austria Top 40)             | 12               |
| Bélgica (Flandes) (Ultratop 50 Singles) | 14               |
| Irlanda (Irish Singles Chart)           | 3                |
| Nueva Zelanda (Recorded Music NZ)       | 3                |
| Noruega (VG-lista)                      | 7                |
| Países Bajos (Single Top 100)           | 9                |
| Reino Unido (UK Singles Chart)          | 1                |
| Suecia (Sverigetopplistan)              | 9                |

| Gráficas (1978–79)             | Pico de posición |
| ------------------------------ | ---------------- |
| Australia (Kent Music Report)  | 27               |
| Reino Unido (UK Singles Chart) | 13               |